# Ốc len
Ốc len hay còn gọi là linh hoa (danh pháp khoa học: Cerithidea obtusa) là loài ốc biển thuộc họ Potamididae sống tự nhiên ở những khu rừng ngập mặn hay các bãi bồi ven biển, đây là loại đặc sản quý có giá trị dinh dưỡng cao.

## Đặc điểm sinh học
Ốc len có màu nâu đậm xen lẫn vân trắng, hình dáng to xầp xỉ ngón tay trỏ hay ngón tay cái, dài khoảng 3-4 phân, có đuôi nhọn. Vỏ ốc cứng với nhiều đường gân nhỏ xoay quanh. Nhìn chung ốc có hình dạng không được thẩm mỹ với thân mập tròn, đuôi ngắn, "môi" dày.
Ốc lúc sống thịt có màu đỏ, khi chế biến thịt ốc chuyển sang màu xanh ngọc thạch. Ốc len ăn các loài tảo đáy hoặc mùn bã hữu cơ.

## Tại Việt Nam
Ốc len phân bố ở một số địa phương ở Việt Nam như: Cà Mau (Năm Căn, Gành Hào), Bạc Liêu. Ở Cà Mau, ốc len chỉ sống ở các bãi bồi ven biển, con to bằng ngón tay cái. Hiện nay ở Cà Mau có dự án nuôi ốc len dưới chân rừng phòng hộ. Ngoài ra ốc len còn phân bố tại Cần Thơ, Vĩnh Long, An Giang...

## Giá trị
Ốc len là loại ốc có giá trị thực phẩm nên được dùng làm nguyên liệu chế biến nhiều món ăn ngon như: ốc len hầm nước dừa đây là đặc sản của vùng Cà Mau và thường có mặt trong thực đơn tại các nhà hàng, quán nhậu tại Việt Nam, ốc len xào nước cốt dừa...
Bí quyết chế biến ốc: muốn ốc được ăn ngon, phải ngâm ốc trong nước vo gạo một, khoảng hai tiếng đồng hồ cho nhả hết nhớt rồi rửa sạch.

## Hình ảnh

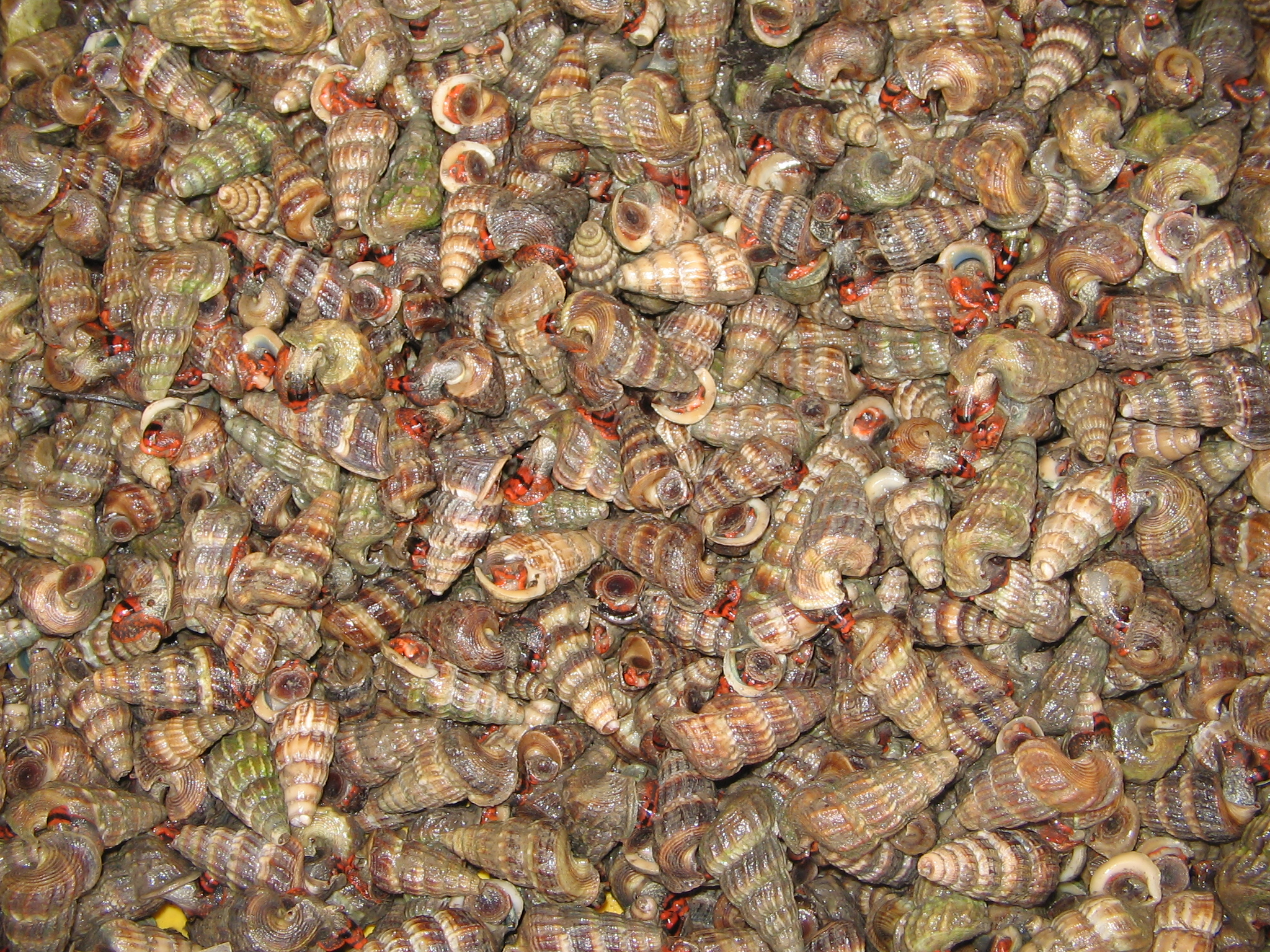